# Onychiurus
Onychiurus är ett släkte av urinsekter. Onychiurus ingår i familjen blekhoppstjärtar.

## Dottertaxa tillOnychiurus, i alfabetisk ordning[1][2]
- Onychiurus absoloni
- Onychiurus affinis
- Onychiurus allanae
- Onychiurus ambulans
- Onychiurus armatus
- Onychiurus bimus
- Onychiurus casus
- Onychiurus churchilliana
- Onychiurus cocklei
- Onychiurus cryptopygus
- Onychiurus debilis
- Onychiurus decus
- Onychiurus dentatus
- Onychiurus duodecimpunctatus
- Onychiurus durkeei
- Onychiurus edinensis
- Onychiurus eisi
- Onychiurus encarpatus
- Onychiurus eous
- Onychiurus fimetarius
- Onychiurus flavescens
- Onychiurus folsomi
- Onychiurus gelus
- Onychiurus groenlandicus
- Onychiurus handschini
- Onychiurus herus
- Onychiurus inermis
- Onychiurus janus
- Onychiurus jubilarius
- Onychiurus litoreus
- Onychiurus lusus
- Onychiurus macrodentatus
- Onychiurus magninus
- Onychiurus millsi
- Onychiurus nervosus
- Onychiurus normalis
- Onychiurus obesus
- Onychiurus opus
- Onychiurus oregonensis
- Onychiurus paro
- Onychiurus parvicornis
- Onychiurus petaloides
- Onychiurus pseudarmatus
- Onychiurus pseudofimetarius
- Onychiurus ramosus
- Onychiurus reluctus
- Onychiurus reus
- Onychiurus scotarius
- Onychiurus sibiricus
- Onychiurus similis
- Onychiurus subtenuis
- Onychiurus talus
- Onychiurus uenoi
- Onychiurus voegtlini
- Onychiurus volinensis